# Балабан (музыкальный инструмент)
Балабан (азерб. balaban), баламан — азербайджанский и иранский духовой музыкальный инструмент с двойной тростью. Близкие по конструкции и звучанию народные музыкальные инструменты в других странах: дудук (Армения, Кабардино-Балкария), дудуки (Грузия), ясти́ балабан (Дагестан).
Также название «балабан» относится к духовым инструментам с одинарной тростью в Узбекистане, Таджикистане (балабон), Дагестане (у аварцев называется лалу́), Нагорно-Балкарии (см. Пку армянский).

## Этимология
По словам азербайджанского музыковеда Меджнуна Керимова, название инструмента происходит от слов бала — меньший, и бан — петушиный крик. По мнению Р. А. Ачаряна азербайджанское название заимствовано от персидского  bālā bāng — громкий.

## История
Согласно азербайджанскому музыковеду Кубаду Касимову, на территории Мингечаура был обнаружен духовой музыкальный инструмент, сделанный на кости, относящийся к I веку до н. э., который является прототипом современного балабана.
В 2020 году Азербайджан и Турция подали заявки на включение в список ЮНЕСКО мастерства изготовления духового инструмента балабан (Азербайджан)/мэй (Турция) и искусства исполнения на нём в список нематериального культурного наследия.
В 2023 году искусство игры на балабане и мастерство его изготовления было включено от Азербайджана в список шедевров устного и нематериального культурного наследия ЮНЕСКО.

## Описание
Балабан изготавливают из твёрдых пород древесины: в основном из тутового, реже абрикосового дерева, также из ореха. Ствол обрабатывают на токарном станке. Современный балабан имеет 8 отверстий на лицевой стороне и одно на тыльной. Мундштук изготавливают из камыша. Он сплющен с одной стороны, благодаря чему балабан иногда называют «ясты́ балабан», что означает «плоский балабан».

## Исполнение
- Ашуги на празднике Новруз в Баку
- Дуэт балабанов

Обычно используют два балабана — на одном играют мелодию, на другом — выдержанный органный пункт. Иногда ко второму балабану присоединяются ударные инструменты (деф или нагару). В отличие от зурны, который из-за резкости издаваемого звука употребляется на воздухе, на балабане часто играют в помещении.
Саз с балабаном и ударным инструментом составляет ашугский ансамбль, духовым же народным ансамблем можно считать гоша зурна (две зурны) в сопровождении балабана.
На балабане исполняют мелодии песен, танцы, пьесы. Балабан включается в оркестры и ансамбли народных инструментов.

## В искусстве
В 1987 году режиссёром Хамисом Мурадовым был снят короткометражный фильм «Балабан», получивший позже государственную премию Азербайджана. В 2015 году был снят документальный фильм, посвящённый балабану, за который режиссёру Низами Аббасу была вручена награда «Гызыл Пери».